# Ricard Zariquiey i Cenarro
Ricard Zariquiey i Cenarro (Caparroso, Navarra, 1870 - Arenys de Munt, 8 de setembre de 1943) fou un pediatre, entomòleg i carcinòleg català, d'origen navarrès. Va ser pare del també pediatre i entomòleg Ricard Zariquiey i Álvarez.
Traslladat a Barcelona de jove, es va llicenciar en Medicina, a la Universitat de Barcelona el 1892. Es va especialitzar en pediatria i publicà un gran nombre d'opuscles i llibres de tema mèdic.
Encara com estudiant, el 1890, va començar a treballar com a practicant a la Casa de Maternitat i Expòsits de Barcelona. Quan acabà la carrera, hi segueix exercint com a metge intern, i al cap de quatre anys d'internat, és contractat com a metge numerari fins al 1916. Finalment va ser nomenat director, càrrec que conserva fins a la seva mort.
Zariquiey Cenarro també va ser un dels iniciadors a Espanya, des de 1917, de la bioespeleologia, és a dir, l'estudi dels animals que viuen a les coves. Era aquests estudis anava acompanyat pel seu fill Ricard, ja que durant alguns anys, els dos es van unir per a treballar en l'estudi de la fauna cavernícola. En la interpretació de les activitats dels Zariquiey, del pare i el fill, sovint apareixen dubtes sobre l'autoria, ja que, encara que ells signaven les seves obres amb els dos cognoms, quan altres autors van parlar d'ells no els utilitzaven per fer aquesta diferenciació.
Va reunir importants col·leccions en coleòpters, lepidòpters, himenòpters o aràcnids.
El 1955, el Dr. Francesc Español li va dedicar una nova espècie de escarabat cavernícola que va descobrir en l'exploració de l'"Avenc de les Gralles", proper a les "Coves de la Fou de Bor" a Bor (Cerdanya). La va anomenar Speophilus cenarroi.
Va residir a Arenys de Munt on es va fer construir una gran mansió anomenada "Can Zariquiey", que avui dia encara es conserva.